# Mothers Talk
“Mothers Talk” é uma canção de 1984 da banda britânica Tears for Fears. Escrita por Roland Orzabal e Ian Stanley, e interpretada por Orzabal, foi o sétimo single lançado (o primeiro do álbum Songs from the Big Chair) e quinto single a alcançar o UK Top 40. A canção foi lançada seis meses antes do álbum e mostrou um som mais ousado da banda, em comparação com seu álbum de estréia, The Hurting, de 1983.
A canção conquistou moderado sucesso internacional.

## Música
"Esse foi um gostinho para o Songs From the Big Chair, o segundo álbum, onde nós descaradamente tentamos tornar a banda mais comercial. Eu era contra, mas fui influenciado por algumas pessoas que estavam trabalhando comigo. Eles queriam vir com todas as armas, mas eu não estava pronto para isso. Foi a partir desse ponto, porém, que as coisas começaram a explodir."— Roland Orzabal  
“Mothers Talk” foi escrita em 1983 e apresentada publicamente pela primeira vez durante o final da turnê da banda no mesmo ano. No começo de 1984, a banda entrou em estúdio para gravar a canção como seu próximo single, mas sessões com o novo produtor Jeremy Green não funcionaram como planejado e a gravação foi deixada de lado. O produtor anterior da banda, Chris Hughes, foi então trazido de volta à equipe; a canção foi regravada e finalmente lançada como um single em agosto de 1984. Hughes permaneceu com a banda para gravar seu segundo álbum, Songs From the Big Chair.
Juntamente com seu lado B “Empire Building”, "Mothers Talk" foi uma das primeiras canções do Tears for Fears a demonstrar um uso criativo do sampler. Os acordes no início da canção foram retirados de uma gravação de Barry Manilow, enquanto o sample da bateria de “Empire Bulding” tem como base uma canção do Simple Minds, “Today I Died Again”. Esse foi o segundo single da banda em que a gravadora Phonogram usou fotos e cores nos discos de vinil como artifício para promoção do álbum, bem como o primeiro também a contar com lançamentos múltiplos de 12’’ oferecendo diferentes remixes da mesma faixa. Uma quantidade limitada do single de 7’’ também oferecia como brinde um adesivo de janela com o novo logotipo da banda.

## Significado
"A canção originou-se de duas ideias. Uma é referente ao que as mães dizem para seus filhos a respeito de caretas; elas dizem que a criança ficará daquele jeito para sempre se o vento mudar. A outra ideia é inspirada pela história em quadrinhos anti-nuclear de Raymond Briggs, When the Wind Blows."— Roland Orzabal

## Lançamento americano
Enquanto a América viu “Everybody Wants to Rule the World” como o primeiro single lançado do álbum Songs From the Big Chair, “Mothers Talk” foi lançada no país como o quarto e último single do álbum em abril de 1986, atingindo 27º lugar na Billboard Hot 100. Embora intitulada como um remix, essa versão da canção é uma regravação completa, concluída pela banda após a turnê Big Chair ter acabado. Foi mixada pelo premiado produtor Bob Clearmountain, que também faria a mixagem do próximo álbum da banda.
Além de uma imagem diferente ilustrando a luva do disco, o single contava com um cover de Robert Wyatt como lado B, “Sea Song” (este já havia sido lançado como lado B do single “I Believe” em outros países em 1985). Essa versão também foi lançada no Canadá e no Japão simultaneamente.

## Versões
A versão de 7’’ de “Mothers Talk” é o mesmo mix da canção encontrado no álbum Songs From the Big Chair, embora de uma forma editada. Antes do lançamento do “U.S. Remix”, dois outros remixes da canção foram feitos pela banda: “Extended Version” e “Beat of the Drum Mix”. Cada uma delas foi lançada como single próprio de 12’’, com “Empire Building” servindo como lado B em ambos.
As faixas abaixo são versões oficiais lançadas de Mothers Talk:
- "Mothers Talk (7" Single Version)" (3:53)
- "Mothers Talk (12" Extended Version)" (6:15)
- "Mothers Talk (12" Beat Of The Drum Mix)" (8:54)
- "Mothers Talk (7" US Remix)" (4:14)
- "Mothers Talk" (album version) (5:10) ♠
- "Mothers Talk (Live, 1983)" (3:54) ♠♠

♠ do álbum Songs From the Big Chair.
♠♠ do DVD "In My Mind's Eye", lançado com a edição deluxe de 4 discos do álbum The Hurting, em 2013.

## Videoclipe
Três vídeos promocionais separados foram filmados no total para a canção. A versão original, em que o clipe se passa em uma sala azul intercalando flashes de uma jovem sendo estudada por cientistas, não agradou a banda e rapidamente foi rejeitada, apesar de já ter sido divulgada em vários canais de televisão britânicos. Um vídeo substituto (dirigido por Nigel Dick) foi então filmado com um orçamento apertado, contando com o duo em uma propriedade rural (algumas cenas foram filmadas no quintal de Curt Smith) e com cenas intercaladas de notícias e cenas esportivas em um aparelho de televisão. Ambos dos clipes foram lançados no Reino Unido e no mercado europeu em meados de 1984. O terceiro e último vídeo foi feito para o “U.S. Remix” da canção no início de 1986 e exibiu uma família preparando um abrigo contra bombas para um ataque nuclear, mantendo o tema da história em quadrinhos de Raymond Briggs, When the Wind Blows. Um remix estendido da canção, contando com um verso extra no início, é exclusivo dessa versão.

## Lista de músicas
7": Mercury / IDEA7 (Reino Unido, Irlanda e África do Sul) / 818 838-7 (Austrália e Europa) / 7PP-155 (Japão)
1. "Mothers Talk" (3:53)
2. "Empire Building" (2:49)

7": Mercury / 884 638-7 (Estados Unidos, Austrália e Europa) / SOV 2366 (Canadá) / 7PP-200 (Japão)
1. "Mothers Talk (U.S. Remix)" (4:14)
2. "Sea Song" (3:52)

12": Mercury / IDEA712 (Reino Unido) / 818 838-1 (Europa)
1. "Mothers Talk (Extended Version)" (6:15)
2. "Empire Building" (2:49)

12":
Mercury / IDEAR712 (Reino Unido) / 880 248-1 (Austrália) / 880 258-1 (Europa)
1. "Mothers Talk (Beat of the Drum Mix)" (8:54)
2. "Empire Building" (2:49)

12": Vertigo / TFF1 (Canadá)
1. "Mothers Talk (Short Version)" (3:53)
2. "The Way You Are (Extended Version)" (7:33)
3. "Mothers Talk (Beat of the Drum Mix)" (8:54)
4. "The Marauders" (4:14)
5. "Mothers Talk" (Extended Version) (6:15)

CS: Vertigo / TFF 4 1 (Canadá)
1. "Mothers Talk (Beat of the Drum Mix)" (8:54)
2. "The Marauders" (4:14)
3. "Mothers Talk (Extended Version)" (6:15)
4. "Mothers Talk" (3:53)
5. "The Way You Are (Extended Version)" (7:33)

12": Mercury / 884 638-1 (Estados Unidos, Europa)
1. "Mothers Talk (Beat of the Drum Mix)" (8:54)
2. "Mothers Talk (Extended Version)" (6:15)
3. "Mothers Talk (U.S. Remix)" (4:14)

12": Vertigo / SOVX 2366 (Canadá)
1. "Mothers Talk (Beat of the Drum Mix)" (8:54)
2. "Mothers Talk (U.S. Remix)" (4:14)
3. "Sea Song" (3:52)

## Desempenho nas tabelas musicais
| Parada musical (1984)             | Posição alcançada |
| --------------------------------- | ----------------- |
| Nova Zelândia (Recorded Music NZ) | 50                |
| Irlanda (IRMA)                    | 23                |
| Reino Unido (UK Singles Chart)    | 14                |

| Parada musical (1985)             | Posição alcançada |
| --------------------------------- | ----------------- |
| Nova Zelândia (Recorded Music NZ) | 50                |

| Parada musical (1986)     | Posição alcançada |
| ------------------------- | ----------------- |
| Canadá (Canadian Hot 100) | 87                |
| US Billboard Hot 100      | 27                |
| US Cash Box               | 25                |